# Dole, Čajna v Ziljski dolini
Dole (nemško Dellach) je naselje v Občini Čajna v Okraju Beljak-dežela na Koroškem v Avstriji.